# Sandra Sassine
Sandra Sassine, née à Chibougamau (Québec), le 28 septembre 1979, est une escrimeuse canadienne. Elle représente le Canada au sabre lors des jeux olympiques de Beijing en 2008, et de Londres en 2012. Elle est considérée comme la meilleure sabreuse canadienne de la décennie 2000.

## Biographie
Sandra Sassine naît le 28 septembre 1979 à Chibougamau. Elle est la fille des entraîneurs et maîtres d'armes Henri Sassine et Claire Verreault. Elle débute l'escrime vers l'âge de six ans, au club Scaramouche de Chibougamau. Le club Scaramouche est à l'époque, un centre important de ce sport : Henri Sassine est l'entraîneur de l'équipe olympique d'escrime aux Jeux de Los Angeles en 1984, Séoul en 1988, Barcelone en 1992 et Atlanta en 1996. Il a formé les olympiens Claude Mercier, Jacynthe-Marie Poirier, Daniel Perreault, Jean-Marie Banos, Jean-Paul Banos, Tony Plourde et Evans Gravel.
Elle participe à ses premières compétitions internationales au fleuret puis passe au sabre en 1999, année de son 20e anniversaire. Il lui arrive cependant d'utiliser un fleuret voire une épée à de rares occasions, en particulier lors des Jeux panaméricains.
En 2006, Sassine décroche la médaille d'or aux championnats du Commonwealth à Belfast et la médaille d’argent aux championnats panaméricains à Valencia. Aux Jeux panaméricains de 2007, elle récolte une médaille de bronze aux épreuves individuelles et par équipe.
Lors des Jeux olympiques de Pékin en 2008, Sassine se classe au septième rang à l’épreuve féminine de sabre par équipe et au 28e rang à l'épreuve individuelle.
Lors des championnats panaméricains de 2008 et 2009, elle remporte le bronze à l’épreuve par équipe. L'année suivante, elle y remporte deux médailles d'argent aux épreuves individuelles et par équipes, et en 2011, elle obtient une médaille d'argent à l'épreuve individuelle.
En 2012, elle se classe 19e aux Jeux olympiques de Londres en sabre féminin individuel.
Sandra Sassine prend sa retraite sportive en 2013, après une carrière sportive de 27 ans. Après cela, elle adopte le poste de gestionnaire de l'éducation, de la jeunesse et de la communauté au sein du Comité olympique canadien. Elle est également présidente du Club de la médaille d'or, un organisme visant à aider les jeunes athlètes québécois en devenir, de 2019 à 2021.

## Palmarès
- Championnats panaméricains
  -  Médaille d'argent par équipes aux championnats panaméricains 2006 à Valencia
  -  Médaille d'argent en individuel aux championnats panaméricains 2010 à San José
  -  Médaille d'argent par équipes aux championnats panaméricains 2010 à San José
  -  Médaille d'argent en individuel aux championnats panaméricains 2011 à Reno
  -  Médaille de bronze en individuel aux championnats panaméricains 2007 à Montréal
  -  Médaille de bronze par équipes aux championnats panaméricains 2007 à Montréal
  -  Médaille de bronze par équipes aux championnats panaméricains 2008 à Querétaro
  -  Médaille de bronze par équipes aux championnats panaméricains 2009 à San Salvador
  -  Médaille de bronze en individuel aux championnats panaméricains 2012 à Cancún
  -  Médaille de bronze par équipes aux championnats panaméricains 2012 à Cancún
  -  Médaille de bronze par équipes aux championnats panaméricains 2013 à Carthagène des Indes
- Jeux panaméricains
  -  Médaille d'argent par équipes aux Jeux panaméricains de 2007 à Rio de Janeiro (fleuret)
  -  Médaille d'argent par équipes aux Jeux panaméricains de 2011 à Guadalajara (fleuret)
  -  Médaille d'argent par équipes aux Jeux panaméricains de 2011 à Guadalajara (épée)
  -  Médaille de bronze en individuel aux Jeux panaméricains de 2007 à Rio de Janeiro (sabre)
  -  Médaille de bronze par équipes aux Jeux panaméricains de 2007 à Rio de Janeiro (sabre)

## Classement en fin de saison
À partir de la saison 2001-2002.
| Année | 2002 | 2003 | 2004 | 2005 | 2006 | 2007 | 2008 | 2009 | 2010 | 2011 | 2012 | 2013 |
| ----- | ---- | ---- | ---- | ---- | ---- | ---- | ---- | ---- | ---- | ---- | ---- | ---- |
| Rang  | 48   | 40   | 60   | 42   | 59   | 29   | 33   | 38   | 27   | 29   | 19   | 45   |